# Mboebo
Mboebo est une localité du Cameroun située dans le département du Haut-Nkam et la Région de l'Ouest. Elle fait partie de l'arrondissement de Kekem.

## Population
Lors du recensement de 2005, on y a dénombré 2 486 personnes.